# 布耶克半島
布耶克半島（挪威語：Bjerkøodden）是南極洲的半島，位於麥克羅伯特森地，是麥肯齊灣的西岸，挪威觀鯨者在1931年1至2月踏足該地區，現時由南極條約體系管理。
67°50′S 69°30′E / 67.833°S 69.500°E